# Staatliche Technologische Universität des Kubangebiets
Die Staatliche Technologische Universität des Kubangebiets (russisch Кубанский государственный технологический университет, Kubanskij gosudarstvennyj technologiceskij universitet) ist eine staatliche technische Universität in Krasnodar (Russland).

## Geschichte
Am 16. Juni 1918 wurde in Jekaterinodar das Polytechnische Institut, die erste Hochschule des Kubangebiets, gegründet. Einer der Gründer und sein erster Rektor war Professor Boris Rosing. Im Jahr 1923 wurde das Polytechnische Institut des Kubangebiets geschlossen, aber seine Lehrer und Eigentum wurden an das Institut für Landwirtschaft des Kubangebiets (1922 von der Fakultät für Agronomie des Polytechnischen Instituts gebildet) übertragen. Infolge einiger Umstrukturierungen des Instituts für Landwirtschaft wurden 1938 in Krasnodar das Chemisch-Technologische Institut für Fettwirtschaft und das Institut für Weinherstellung und Weinbau gegründet. 1943 wurden diese Institute in das Institut für Lebensmittelindustrie Krasnodar verschmolzen. 1963 wurde das Institut für Lebensmittelindustrie in das Polytechnische Institut Krasnodar umgewandelt, das 1980 den Orden des Roten Banners der Arbeit erhielt. Im November 1993 wurde das Staatliche Polytechnische Institut Krasnodar zur Staatliche Technologische Universität des Kubangebiets. Im Jahr 2015 erhielt die Universität den Preis der Regierung der Russischen Föderation auf dem Gebiet der Qualität.

## Institute
- Institut für Bauausführung und Verkehrsinfrastruktur
- Institut für Computersysteme und Informationssicherheit
- Institut für fundamentale Wissenschaften
- Institut für Lebensmittel- und Verarbeitungsindustrie
- Institut für Mechanik, Robotik, Ingenieurwesen von Transport- und technischen Systemen
- Institut für Öl, Gas und Energie
- Institut für Wirtschaft, Management und Unternehmen
- Vorbereitende Fakultät für ausländische Bürger
- College für Ingenieur- und Technikwissenschaften

## Außenstellen
- Mechanisch-Technologisches Institut Armawir
- Polytechnisches Institut Noworossijsk